# Schattenhalb
Schattenhalb là một đô thị thuộc huyện hành chính Interlaken-Oberhasli, bang Bern, Thụy Sĩ. Đô thị này có diện tích 31,5 km2, dân số thời điểm tháng 12 năm 2009 là 606 người.